# Earl of Ormonde

Wappen der Familie Butler

Earl of Ormonde ist ein erblicher britischer Adelstitel, der zweimal in der Peerage of Ireland verliehen wurde.

## Verleihungen und nachgeordnete Titel
In erster Verleihung wurde der Titel am 2. November 1328 für den Chief Butler of Ireland, James Butler, 7. Baron Butler, geschaffen. Er hatte bereits 1321 von seinem Vater den Titel Baron Butler geerbt, der um 1192 in der Peerage of England geschaffen worden war.
Sein Ur-urenkel, der 5. Earl of Ormonde, wurde am 8. Juli 1449 in der Peerage of England auch zum Earl of Wiltshire erhoben. Als dieser 1461 wegen Hochverrats hingerichtet wurde, wurden ihm seine Titel aberkannt. Der irische Titel Earl of Ormonde wurde kurz darauf für seinen Bruder John Butler als 6. Earl wiederhergestellt, die zur Peerage of England gehörigen Titel Earl of Wiltshire und Baron Butler erloschen. Als sein jüngster Bruder, der 7. Earl, 1515 ohne männliche Nachkommen starb, ruhte der Titel zunächst. Die Ländereien wurden von der Krone eingezogen. Der nächstberechtigte männliche Erbe war sein Großneffen zweiten Grades Piers Butler. Dieser verzichtete auf Druck König Heinrichs VIII. am 18. Februar 1528 auf seinen Anspruch auf den Titel Earl of Ormonde und erhielt dafür am 23. Februar 1528 den Titel Earl of Ossory als Entschädigung.
Der Titel Earl of Ormonde verlieh der König am 8. Dezember 1529 in zweiter Verleihung dem Vater seiner Geliebten und späteren Gattin Anne Boleyn, Thomas Boleyn, 1. Viscount Rochford, zusammen mit dem englischen Titel Earl of Wiltshire. Der verstorbene 7. Earls of Ormonde war Boleyns Onkel mütterlicherseits. Boleyn war bereits am 18. Juni 1525 zum Viscount Rochford erhoben worden. Alle seine Titel erloschen, als er 1539 ohne männliche Nachkommen starb. Bereits nachdem Anne Boleyn 1536 hingerichtet worden war, waren Thomas Boleyn seine Besitzungen in Irland entzogen worden und wurden 1537 Piers Butler übertragen. Am 22. Februar 1538 wurde der Titel (8.) Earl of Ormonde formell Piers Butler zugesprochen. Teils wird dieser Rechtsakt auch als Neuverleihung des Titels verstanden. Die Earldoms Ormonde und Ossory waren seither verbunden.
Bevor Piers' Sohn James ihn 1539 als 9. Earl of Ormonde und 2. Earl of Ossory beerbte, war diesem am 2. Januar 1536 in der Peerage of Ireland der fortan nachgeordnete Titel Viscount Thurles verliehen worden.
Dessen Nachfahre, der 12. Earl of Ormonde, wurde am 30. August 1642 in der Peerage of Ireland zum Marquess of Ormonde sowie am 20. Juli 1660 in der Peerage of England zum Earl of Brecknock und Baron Butler of Llanthony, erhoben. Am 30. März 1661 und am 9. November 1682 wurde er zudem jeweils zum Duke of Ormonde, beim ersten Mal in der Peerage of Ireland, beim zweiten Mal in der Peerage of England. Sein Enkel, der 2. Duke, hatte 1680 von seinem Vater auch den Titel Baron Butler of Moore Park, geerbt, der diesem am 17. September 1666 in der Peerage of England verliehen worden war, und erbte zudem 1684 von seiner Großmutter den Titel 3. Lord Dingwall, der 1609 in der Peerage of Scotland seinem Urgroßvater verliehen worden war. Dem 2. Duke wurden 1715 infolge des Jakobitenaufstandes seine Titel wegen Hochverrates aberkannt.
Sein Verwandter John Butler erwirkte schließlich, dass das irische House of Lords 1791 rückwirkend bestätigte, dass die Aberkennung im Jahre 1715 die irischen Titel nicht betraf. Demnach waren die Titel dem Bruder des 2. Dukes, Charles Butler, 1. Earl of Arran, als de iure 3. Duke zugefallen und bei dessen Tod 1758 das Dukedom und Marquessate erloschen. Die Titel Earl of Ormonde, Earl of Ossory und Viscount Thurles fielen sodann an den gleichnamigen Großvater des vorgenannten John Butler als de iure 15. Earl of Ormonde und wurden nunmehr 1791 John als 17. Earl of Ormonde bestätigt.
Dessen ältester Sohn, der 18. Earl of Ormonde, wurde 1801 zum Baron Butler of Lanthony und 1816 zum Marquess of Ormonde erhoben, doch erloschen beide Titel bei seinem Tod 1820. Dessen Bruder, dem 19. Earl of Ormonde, wurden 1821 der Titel Baron Ormonde of Lanthony und 1825 der Titel Marquess of Ormonde neu verliehen.
Beim Tod von dessen Nachfahren, dem 7. Marquess, am 25. Oktober 1997 erloschen das Marquessate und die Baronie. Die Earldoms Ormonde und Ossory sowie die Viscountcy Thurles ruhen seither, da unklar ist, ob noch eine erbberechtigte Nachkommenlinie des 9. Earls of Ormonde existiert. Falls nicht, wäre auch diese Titel erloschen.

## Liste der Earls of Ormonde

### Earls of Ormonde, erste Verleihung (1328)
- James Butler, 1. Earl of Ormonde (um 1305–1338)
- James Butler, 2. Earl of Ormonde (1331–1382)
- James Butler, 3. Earl of Ormonde (1361–1405)
- James Butler, 4. Earl of Ormonde (1392–1452)
- James Butler, 5. Earl of Ormonde, 1. Earl of Wiltshire (1420–1461) (Titel verwirkt 1461)
- John Butler, 6. Earl of Ormonde (1422–1478) (Earldom Ormonde wiederhergestellt 1461)
- Thomas Butler, 7. Earl of Ormonde (um 1426–1515) (Titel ruht 1515–1538)
- Piers Butler, 8. Earl of Ormonde (1467–1539)
- James Butler, 9. Earl of Ormonde (1496–1546)
- Thomas Butler, 10. Earl of Ormonde (1532–1614)
- Walter Butler, 11. Earl of Ormonde (1569–1634)
- James Butler, 1. Duke of Ormonde, 12. Earl of Ormonde (1610–1688)
- James Butler, 2. Duke of Ormonde, 13. Earl of Ormonde (1665–1745) (Titel verwirkt 1715)
- Charles Butler, 1. Earl of Arran, de iure 3. Duke of Ormonde, de iure 14. Earl of Ormonde (1671–1758)
- John Butler, de iure 15. Earl of Ormonde († 1766)
- Walter Butler, de iure 16. Earl of Ormonde (1703–1783)
- John Butler, 17. Earl of Ormonde (1740–1795) (irische Titel bestätigt 1791)
- Walter Butler, 1. Marquess of Ormonde, 18. Earl of Ormonde (1770–1820)
- James Butler, 1. Marquess of Ormonde, 19. Earl of Ormonde (1777–1838)
- John Butler, 2. Marquess of Ormonde, 20. Earl of Ormonde (1808–1854)
- James Butler, 3. Marquess of Ormonde, 21. Earl of Ormonde (1844–1919)
- James Butler, 4. Marquess of Ormonde, 22. Earl of Ormonde (1849–1943)
- James Butler, 5. Marquess of Ormonde, 23. Earl of Ormonde (1890–1949)
- James Butler, 6. Marquess of Ormonde, 24. Earl of Ormonde (1893–1971)
- James Butler, 7. Marquess of Ormonde, 25. Earl of Ormonde (1899–1997)

### Earls of Ormonde, zweite Verleihung (1529)
- Thomas Boleyn, 1. Earl of Wiltshire, 1. Earl of Ormonde (1477–1539)